# 鳥のカタログ
『鳥のカタログ』（とりのカタログ、仏語：Catalogue d'oiseaux）は、オリヴィエ・メシアンが作曲したピアノ独奏曲である。全7巻13曲から構成される。

## 概要
1940年代から1950年代の初頭にかけて、メシアンは前衛的な作品を探求するが、途中から探求の方向を不毛であるとみなし、その方向を変更するために鳥の歌を中心とした作品を手懸けることになる。
1952年に作曲されたフルートとピアノのための『クロウタドリ』を始めとして、ピアノと管弦楽のための『鳥たちの目覚め』(1953年)と、『異国の鳥たち』(1956年)、そして長大なピアノ独奏曲『鳥のカタログ』などで、ひとつの新しい時代に突入したといえる。
『鳥のカタログ』は1956年の9月から10月にかけて作曲され、完成したのは1958年になってからだった。初演は翌年の1959年の4月15日にパリのサル・ガヴォーで、ピエール・ブーレーズ率いるドメーヌ・ミュジカルの演奏会の一環として行われた。ピアノ演奏は妻でピアニストのイヴォンヌ・ロリオが担当した。作品はモデルとなった鳥たちと妻イヴォンヌ・ロリオに献呈された。
なお、1970年には同様に鳥の歌に取材した『ニワムシクイ』、そして1985年には『鳥の小スケッチ』というピアノ曲集も作曲している。『ニワムシクイ』は単一楽章の作品ながら30分近くに達する大作であり、現在では『鳥のカタログ』と共に演奏・録音される機会が多い。

## 構成
フランスの特定の地方の代表的な鳥の名を標題にした作品である。全7巻13曲から構成され、各曲には標題の鳥と同じ土地に棲息する鳥たち計77種が登場する。総演奏時間はロリオ盤で約2時間40分である。

### 第1巻
第1番 キバシガラス(黄嘴烏、Le Chocard des Alpes)
第2番 キガシラコウライウグイス(Le Loriot)
フランス語原題は「ル・ロリオ」と発音する。妻の旧姓であるロリオLoriodと発音が一致するが、メシアン本人はこれについて明言していない。他の曲と比べて協和音が多く登場する。
第3番 イソヒヨドリ(磯鵯、Le Merle bleu)

### 第2巻
第4番 カオグロヒタキ(Le Traquet Stapazin)

### 第3巻
第5番 モリフクロウ(La Chouette hulotte)
第6番 モリヒバリ(L'Alouette lulu)

### 第4巻
第7番 ヨーロッパヨシキリ(La Rousserolle effarvatte)

### 第5巻
第8番 ヒメコウテンシ(姫告天子、 L'Alouette calandrelle)
第9番 ヨーロッパウグイス(La Bouscarle)

### 第6巻
第10番 コシジロイソヒヨドリ(Le Merle de roche)

### 第7巻
第11番 ノスリ(鵟、La Buse variable)
第12番 クロサバクヒタキ(Le Traquet rieur)
第13番 ダイシャクシギ(大杓鷸、Le Courlis cendré)

## レコーディング
イヴォンヌ・ロリオ(エラート)やロバート・シャーロー・ジョンソン(デッカ)、アナトール・ウゴルスキ(ドイツ・グラモフォン)、児玉桃(Triton)らが録音している。